# Eduardo Faustini
Eduardo Faustini, apelidado de O Repórter Secreto, é um jornalista brasileiro, sendo um dos mais importantes repórteres investigativos da Rede Globo juntamente ao finado Tim Lopes. Com reportagens no Fantástico desde 1996, jamais exibiu o rosto nestas, para preservar a integridade física, apesar disso, já foi ameaçado durante as investigações.

## Biografia
O inicio de carreira do repórter, pela condição permanecer oculto ao fazer reportagens, não é muito divulgado. Sabe-se que este trabalhou na Rede Manchete a partir de 1989 e na Rede Globo a partir de 1996.
Em 1999, o repórter fez uma série de reportagens que levaram à prisão o então deputado federal, e também ex-coronel da PM acusado de comandar grupos de extermínio, Hildebrando Pascoal.
Em reportagem exibida em 2002, o jornalista gravou flagrantes de corrupção explícita por partes de fornecedores da Prefeitura de São Gonçalo, município do Rio de Janeiro, num exemplo do bom uso de câmeras ocultas e microfones especiais a serviço do jornalismo de denúncia. O material colhido foi entregue ao Ministério Público. Em 12 de dezembro de 2004, Faustini denunciou a queima de documentos sigilosos da época da ditadura na Base Aérea de Salvador. A reportagem ganhou o Prêmio Qualidade Brasil e o XXII Prêmio Direitos Humanos de Jornalismo.
Em maio de 2005, o Fantástico mostrou cenas de corrupção em Rondônia em uma matéria de Eduardo Faustini. A reportagem mostrava imagens, gravadas pelo então governador do estado Ivo Cassol, de tentativas de suborno por parte de deputados. Por ordem judicial, a reportagem não foi exibida em Rondônia.
Entre 18 de setembro e 2 de outubro de 2005, o Fantástico apresentou a reportagem especial em três partes Diário de uma guerra suja, um panorama detalhado da guerra entre a polícia do Rio de Janeiro e os traficantes de drogas entrincheirados nas favelas, que ainda enfrentavam grupos rivais para defender as bocas-de-fumo. Durante dez dias, Faustini entrevistou autoridades como o então Secretário de Segurança da cidade, Marcelo Itagiba, e a inspetora de polícia Marina Magessi; ouviu a opinião de sociólogos sobre o trabalho da polícia e o depoimento dos moradores de áreas próximas às favelas, as principais vítimas da guerra; e registrou o trabalho de educadores que tentam ajudar a diminuir o envolvimento cada vez maior de menores com o tráfico.
Em 2014, estreou mais uma série de reportagens no Fantástico, chamada Cadê o dinheiro que estava aqui?, onde é apelidado Repórter Secreto e que investiga onde denúncias sobre desvios de impostos.
Em novembro de 2021, foi dispensado da TV Globo após 25 anos.
Em 20 de agosto de 2023, o jornalista mostrou o próprio rosto pela primeira vez na televisão durante um capítulo de uma série de reportagens do Fantástico que comemorou os 50 anos de exibição do mesmo programa.

## Prêmios
- 2013 - Grande Prêmio Barbosa Lima Sobrinho, Embratel.-  A cara da corrupção - (na série vitoriosa, empresas que vendiam materiais e serviços  médicos que foram convidadas a participar de concorrências fictícias, licitações com cartas marcadas para fugir da fiscalização do governo).
- 2013 - Prêmio ETCO deTelejornalismo, com a reportagem "A cara da corrupção", veiculada no Fantástico
- 2007  -Prêmio Embratel -  Jornalismo investigativo - "Máfia das funerárias", de Eduardo Faustini e equipe - TV Globo/Fantástico -, arrebatou o troféu Tim Lopes, o primeiro da categoria criada a partir dessa edição, em homenagem a um dos maiores jornalistas investigativos do país. A reportagem denuncia o golpe do atestado de óbito comprado, que envolve agências funerárias e médicos desonestos. Constata ainda que os métodos ilegais empregados no esquema podem ser usados até mesmo para encobrir crimes como assassinatos.
- 2007 - Menção honrosa do prêmio pela melhor investigação jornalística de um caso de corrupção, do Instituto Prensa y Sociedade (IPYS) e Transparency International Latinoamerica y el Caribe (TILAC), pela reportagem “Horário Eleitoral”, de Eduardo Faustini, exibida em 27 de agosto de 2006.
- 2005 - XXII Prêmio Direitos Humanos de Jornalismo para a matéria Documentos Queimados
- 2004 -  Prêmio Imprensa Embratel 2004 – na categoria Jornalismo Investigativo e Prêmio Tim Lopes pela matéria Máfia dos Carros Salvados
- 2002 - Prêmio Esso Especial de Telejornalismo  (com a reportagem "Corrupção em São Gonçalo", exibida no Fantástico, revelando o oferecimento de propinas no gabinete do secretário da Fazenda de São Gonçalo por parte de fornecedores da prefeitura).
- 2002 - Grande Prêmio Líbero Badaró e Telejornalismo - Denúncias de São Gonçalo.